# Р-311

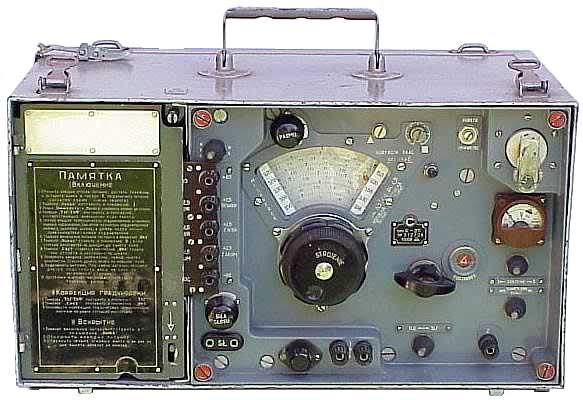
Р-311

Р-311 («Омега») — советский коротковолновый радиоприёмник военного назначения с автономным питанием, выпускавшийся с 1954 до середины 1970-х годов. Один из самых распространенных ламповых связных приёмников в Вооруженных силах СССР.

## История создания и применения
Приёмник разрабатывался в КБ Александровского радиозавода с 1949 года под руководством В. М. Хахарева и М. Е. Мовшовича на основе приёмника Р-253 («Альфа»). Серийное производство началось в 1954 году, на вооружение принят в 1956 году.
В Сухопутных войсках Р-311 входил в состав подвижных радиокомплексов (радиостанций Р-102, Р-118, Р-140, Р-820М, командно-штабных машин БМП-1КШ и БТР-60ПУ и др.). В ВВС им оснащались мобильные наземные радиостанции Р-839 и Р-843. В ВМФ применялся на судах речных флотилий и в береговых службах.
Приёмник поставлялся в страны Варшавского договора, Вьетнам, КНР, КНДР, на Кубу, в Никарагуа и другие страны.
Производство продолжалось по крайней мере до 1975 года. Выпущено не менее 60 000 штук. Списанные из войск приёмники Р-311 передавались организациям ДОСААФ и использовались радиолюбителями-коротковолновиками как по прямому назначению (приёмник перекрывает любительские диапазоны от 160 до 20 м включительно), так и в качестве источника узлов для самодельной аппаратуры (особенно ценилось компактное и надежное верньерное устройство).

## Технические характеристики
Приёмник собран по супергетеродинной схеме с одним преобразованием частоты на восьми пентодах 2Ж27Л. Предназначен для приёма телеграфных и телефонных (АМ) сигналов. Имеет кварцевый фильтр ПЧ с плавной регулировкой полосы пропускания и встроенный кварцевый калибратор, он же «телеграфный» гетеродин. Антенное гнездо приспособлено для крепления антенны Куликова. Выход приёмника рассчитан на одновременное подключение двух пар низкоомных головных телефонов и проводной линии сопротивлением 1500 Ом.
Приёмник собран в кожухе с двумя отделениями. В правом размещен собственно приёмник, в левом устанавливаются источники питания и хранятся принадлежности — переносная лампа, головные телефоны и штыревая антенна. Кожух фанерный, снаружи обшит дюралюминиевым листом. Кожух и органы управления снабжены уплотнениями для защиты от влаги. Приёмник снабжен ручкой и лямками для переноски в руке или за спиной.
- Диапазон принимаемых частот разбит на пять поддиапазонов:
  - I — 1,0-1,88 МГц
  - II — 1,88-3,30 МГц
  - III — 3,30-5,58 МГц
  - IV — 5,58-9,20 МГц
  - V — 9,20-15,0 МГц
- Промежуточная частота — 465 кГц
- Чувствительность при отношении сигнал/шум 3:1 и напряжении на головных телефонах 1,5 В:
  - в телеграфном режиме — не хуже 3 мкВ
  - в телефонном режиме — не хуже 7,5 мкВ
- Полоса пропускания по ПЧ — регулируемая, от 0,3 до 4 кГц
- Варианты источников питания:
  - аккумулятор 2КН-24 и вибропреобразователь ВП-3М2 (время непрерывной работы не менее 12 час)
  - аккумулятор 2КН-24 и анодная батарея БАС-80 (время непрерывной работы не менее 24 час)
  - сеть переменного тока 127 или 220 В через выпрямитель ВС-3
- Допустимые условия работы: температура от −40 до +50 °C при относительной влажности окружающего воздуха до 98 %
- Габариты приёмника — 445×285×220 мм
- Масса приёмника — 21 кг
- Масса полного комплекта с принадлежностями и ЗИП — не более 38 кг

## Интересные факты
- По причине применения ламп прямого накала, радиоприёмник потребляет небольшую мощность (около 4 Вт), что сравнимо с аналогичным показателем стационарных транзисторных радиоприёмников.
- Все лампы приёмника — одинаковые, что исключает порчу аппарата при их перестановке и уменьшает номенклатуру запчастей. Одна запасная лампа закреплена внутри приемника. Нажатием специальной кнопки внутри приемника выходной звуковой каскад превращается в простой тестер для проверки работоспособности радиоламп.
- Радиоприёмник изначально не рассчитан на приём сигналов с однополосной модуляцией, однако, может быть переделан таким образом, что сможет принимать данные сигналы с высоким качеством.[6]